# Неттельблатт, Христофор

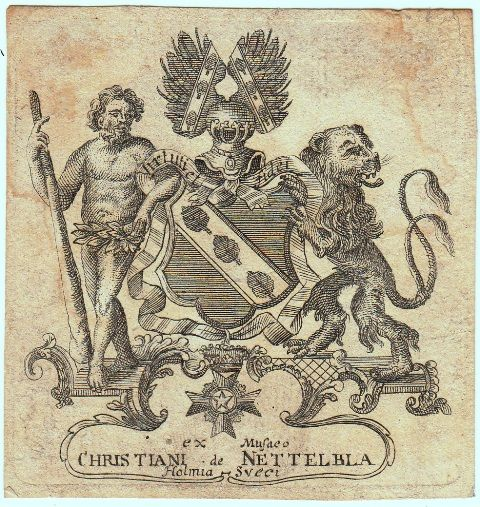
Герб барона Неттельблатта (на ex libris)

Барон Кристиан (Христофор) Неттельблатт (2 октября 1696, Стокгольм — 12 августа 1775, Ветцлар) — шведский юрист, историк, педагог, профессор, доктор наук, ректор Грайфсвальдского университета (1733). Представитель шведской культуры в Померании.

## Биография
Немец по происхождению. Изучал право в Ростокском университете.
В 1720 году в составе шведского посольства участвовал в работе мирного конгресса в Брауншвейге.
В 1724 году указом короля был назначен профессором права Грайфсвальдского университета. Получил научную степень в университете Гронингена. Ректор Грайфсвальдского университета (1733).
С 1729 года — член Королевского общества наук в Упсале.
В 1734 году был назначен адъюнктом Грайфсвальдской Консистории, с 1736 года — её руководитель. В 1743 году стал асессором Имперского камерального суда в Ветцларе.
В 1746 год возведен во дворянство. В 1751 году награждён рыцарским крестом Ордена Полярной звезды. В 1762 году ему был пожалован титул барона.
В 1774 года был уличён в коррупции и уволен со всех постов. Умер разорённым в следующем году.

## Научная деятельность
Издал важные для истории Курляндии сочинения "Fasciculus rerum Curlandicarum (Росток, 1729) и «Anecdota Curlandiae praecipue territorii et episcopatus Piltensis» (Лейпциг, 1736).
Кроме того, «Vorläufige kurzgefaßte Nachricht von einigen Klöstern der H. Schwedischen Birgitte auserhalb Schweden besonders in Teutschland» (Франкфурт-на-Майне, 1764, в соавт.) и «Nexus Pomeraniae cum S. R. G. Imperio, oder Versuch einer Abhandlung von der Verbindlichkeit Pommerschen Landen, sonderlich Königlich-Schwedischen Antheils, mit dem Heilig-Römisch-Teutschen Reich» (Франкфурт-на-Майне, 1766, в соавт.)